# カテゴリー7ケーブル

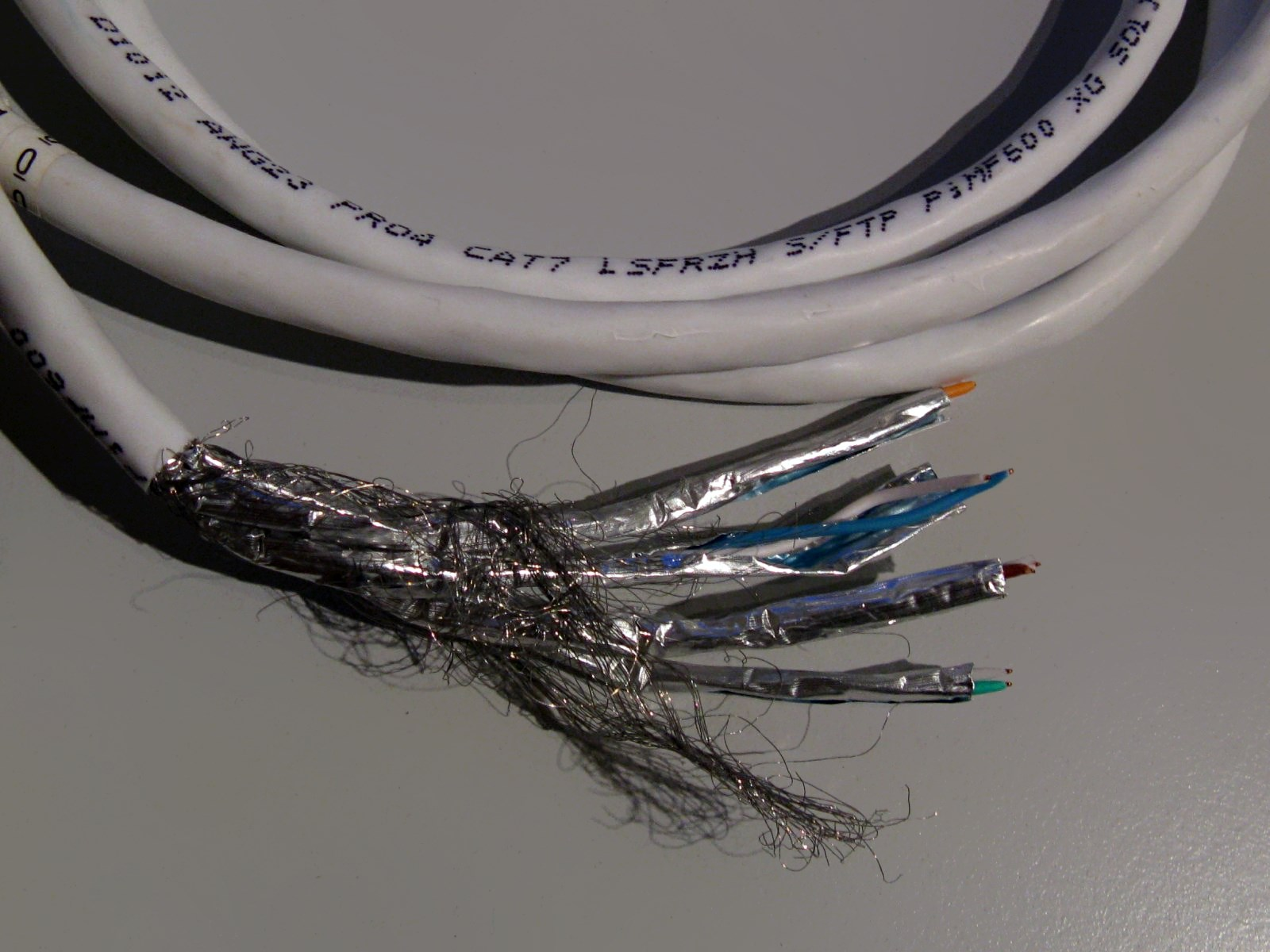
カテゴリ7ケーブル配線(S-FTP)。4対のツイストペアをシールドで覆い、ケーブル全体も網組シールドを施している。

カテゴリー7ケーブル (英: Category 7 cable)は、ツイストペアケーブルの分類の1つ。慣用的に「Cat 7」「Cat.7」などと表記される。
10Gbps以上のLAN配線用途としてISO/IEC 11801で規定されたが、ほぼ実用性がない。

## 規格と市場動向の乖離
2023年現在、規格の要件に従う実装はほとんど普及していない。大きな要因の1つとして、ケーブルのコネクタに従来のRJ-45コネクタが使用できないことになっており、周波数性能を確保するために以下のものを用いることが規定されている。
| コネクタ | 周波数特性 | 規格            | ピン数 | RJ-45との互換性 |
| -------- | ---------- | --------------- | ------ | --------------- |
| GG45     | 600 MHz    | IEC 60603-7-7   | 12ピン | あり            |
| ARJ45    | 3 GHz      | IEC 61076-3-110 | 8ピン  | なし            |
| TERA     | 2 GHz      | IEC 61076-3-104 | 8ピン  | なし            |

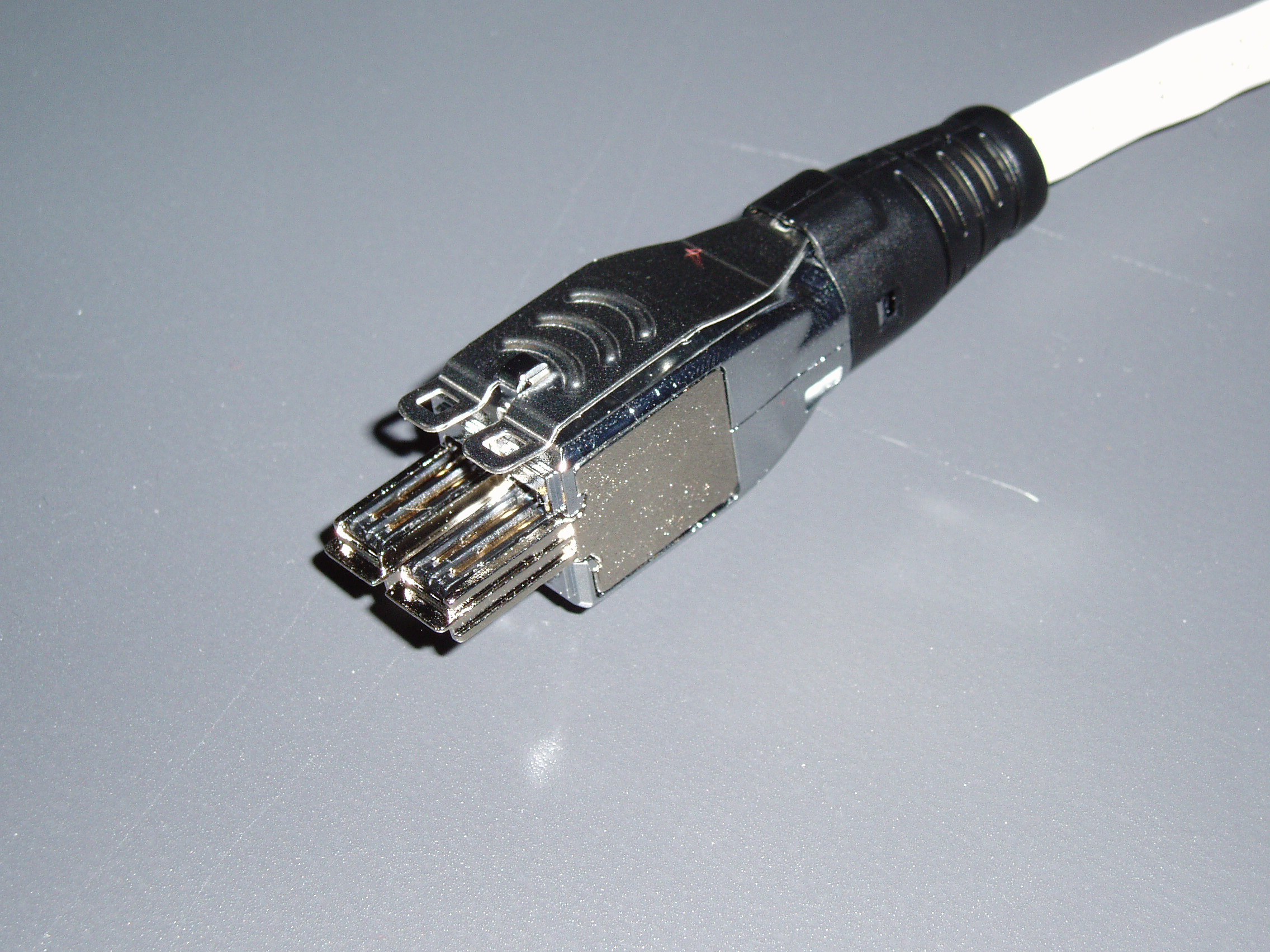
カテゴリ7ケーブルの終端として規定されたTERAコネクタ。10GBASE-T策定直後は一時期ヨーロッパで主流となったが、ほとんど普及していない。

このような規格準拠ケーブルのベンダーは、シーモン・カンパニー・ネクサンス・レオニなどわずかにとどまる。
しかし「カテゴリ7」を謳った市販品の多くがRJ-45コネクタを使っており、規格外ながらこの傾向は2000年代後半から続くデファクトスタンダードになっている。これら規格外ケーブルの多くは特定の条件下においてケーブル周波数 600MHz の測定要件を満たすものの、規格上はカテゴリ6Aケーブルと呼ぶべきものであり、業界慣習と規格仕様の齟齬に注意を要する。JEITAでは、RJ-45ポートへの接続はカテゴリ6Aで十分に性能が出るため、このような規格外ケーブルを選択する必要性がないことを注意喚起している。
こうした状況を踏まえ、ISO/IECとは対照的に米国規格 ANSI/TIA-568 では、RJ-45 を用いるカテゴリ3, 5e, 6, 6A, 8.1 のみを規定しており、カテゴリ7は規定していない。

## 規格仕様
ISO/IEC 11801では、Cat.7 と Cat.7A を規定している。Cat.5、Cat.6に比べてクロストークやノイズに対してより厳しい仕様を定めている。ケーブル構造は規定されていないが、4対のツイストペアのそれぞれにシールドを追加し、さらにケーブル全体にもシールドを施すものがあり、終端や接地(アース)の取り扱いに留意する必要がある。

### カテゴリ7
Cat.7は、ISO/IEC 11801:2002で規定された。配線品質はクラスFとして上限周波数 600MHz の性能が求められる。
10GBASE-Tで100メートルの接続を実現するために策定されたが、前述の通りRJ-45が使えないため市場に受け入れられず、2008年に追加規定されたCat.6Aケーブルが一般的に10GBASE-Tでは利用されている。

### カテゴリ7A
Cat.7A は、ISO/IEC 11801 Amendment 1 (2008) および Amendment 2 (2010) で規定された。配線品質はクラスFA として上限周波数 1GHz の性能が求められる。カテゴリおよびクラス名の"A"は Argumented (強化された) を意味する。
CATV (862 MHz) を含む様々な目的での利用を意図したものだが、ほとんど用途がない。
2009年時点のペンシルベニア州立大学の Mohsen Kavehrad らによる研究では、イーサネットの40Gbps通信では50メートル、100Gbps通信では15メートルまで利用できるとのシミュレーション結果があり、さらに集積回路の進化 (22～32 nmプロセスルール) によって100メートルの 100Gbps 通信が期待できるとしていた。しかし、2016年に規定された 25G/40Gbps イーサネット規格では、ケーブル周波数 1GHz が要件を満たさないため Cat.8 が採用され、またその後も 100Gbps のツイストペアケーブル規格は予定されていない。

### カテゴリ8
Cat.8は、ISO/IEC 11801-1:2016で規定された。配線品質は、クラスIおよびクラスIIとしていずれも上限周波数 2GHz の性能が求められる。また、ANSI/TIA-568-C.2-1 (2016年)では、このうち RJ-45 接続が可能な Cat.8.1 のみが規定された。
- カテゴリ 8.1 (クラスI): RJ-45コネクタで終端するもの。Cat.6Aと互換性あり。
- カテゴリ 8.2 (クラスII): TERA・GG45 コネクタで終端するもの。Cat.7Aと互換性あり。

25GBASE-T および 40GBASE-T で 30メートルの接続に用いることができるが、現時点では規格実装された機器が極めて少なく、ほとんど用途がない。